# Traité de Safar
Le traité de Safar est un traité d'assujettissement qui met fin formellement à l'effondrement prolongé de la dynastie hamdanide d'Alep. Il est signé en décembre 969/janvier 970 entre le stratopédarche byzantin Petros et l'ancien ministre des Hamdanides et rebelle, Kargouya. Après la mort de l'émir hamdanide Sayf al-Dawla en 967, les révoltes se propagent rapidement chez les Hamdanides et la dynastie se désintégre dans le chaos et le désordre. Les Byzantins y voient une opportunité de prendre enfin le contrôle d'Alep . Petros s'approche bientôt d'Alep, probablement sans ordre de Constantinople, et prend la ville en janvier 970.

## Accord
Le traité est signé au cours du mois de Safar 359 AH selon le calendrier islamique (correspondant au 14 décembre 969-11 janvier 970 CE) entre Pierre et Kargouya. Il établit l'émirat d'Alep en tant qu'État tributaire byzantin. Dans le cadre des termes du traité, une alliance défensive est établie entre Byzance et Alep ; les convertis religieux ne doivent être persécutés d'aucun côté ; les armées d'autres États musulmans ne sont pas autorisées à passer par Alep ; les impôts sont envoyés à Constantinople ; et l'empereur nomme les futurs émirs. Le traité s'avère avoir une influence durable pendant une période relativement longue.
Selon ses termes, une grande partie du nord de la Syrie passe sous domination byzantine.  La nouvelle frontière commence au nord de Tripoli et d'Arqa (dans le Liban moderne), puis se déplace vers l'est jusqu'au fleuve Oronte. De là, il suit son cours vers le nord, mais apparemment un peu à l'ouest de la rivière actuelle, car des villes comme Shaizar et Rafanée ne sont apparemment pas sous contrôle byzantin. Le long de la frontière, les Arabes conservent le contrôle de Hama, Jusiyah, Salamyeh, Apamée et Kafartab. Puis, la frontière passe sur les hautes terres à l'est de la rivière Afrin, laissant sa vallée fertile aux Byzantins ; les Arabes conservent le contrôle du massif de Jabal al-Sumaq avec les villes de Ma'arrat al-Nouman et Ma'arrat Misrin, Qinnasrin, la partie orientale de Jabal Halaqa et la majeure partie du Mont Siméon avec Atharib et al-Balat, Arhab, Basufan et Kimar. Le Jabal al-A'la, Jabal Barisha, la partie ouest de Jabal Halaqa et la forteresse-monastère de Saint-Siméon-le-Stylite forment le côté byzantin de la frontière. La frontière suit ensuite le bord de la plaine, à l'ouest de Jabal Barsaya, Wadi Abi Sulayman, Azaz, et Killiz, jusqu'au col de Sunyab, repéré par Ernst Honigmann aux sources de la rivière Quwayq. De là, la frontière tourné vers l'est, passant au nord de Nafuda, Awana et Tall Khalid jusqu'à la rivière Sajur, qu'elle suit ensuite jusqu'à sa jonction avec l'Euphrate.
L'empereur byzantin reconnaît Kargouya comme l'émir légitime et son lieutenant Bakjour comme son héritier. Par la suite, cependant, l'empereur nomme à la fois l'émir et le cadi parmi les habitants de la ville. En retour, cependant, Alep et son territoire deviennent tributaires de Byzance de l'ordre de 700 000 dirhams d'argent par an, soit une taxe d'entrée d'un dinar d'or (équivalent à 16 dirhams). En outre, un fonctionnaire impérial est installé dans la ville pour percevoir une taxe de 10% sur toutes les marchandises importées du territoire byzantin, et les émirs d'Alep sont contraints d'interdire aux armées d'autres États musulmans de traverser leur territoire, fournir des renseignements sur de telles armées se déplaçant contre Byzance et fournir une assistance militaire à toute armée byzantine opérant en Syrie. Le statut juridique des chrétiens sur le territoire d'Alep est garanti et tout esclave ou voleur qui fuyait le territoire byzantin doit être renvoyé, ainsi que tout espion musulman venu recueillir des renseignements sur les Byzantins. 

## Conséquences
Le contrôle direct d'Alep étant désormais assuré, les Byzantins bénéficient également directement d'un nouvel afflux de commerce dans la région. La défense d'Antioche est également grandement renforcée. Le traité est généralement respecté par les Hamdanides et les Byzantins pendant les cinquante années suivantes, malgré les tentatives infructueuses du califat fatimide d'occuper Alep, où il est repoussé par les Hamdanides et les Byzantins, comme lors du Siège d'Alep (994-995).